# Afereza
Afereza (grčki: ἀφαίρεσıς, uklanjanje) je glasovna promjena otpadanja samoglasnika, suglasnika, slogova ili sintagmi na početku riječi. 
Primjeri afereze u hrvatskom jeziku su dijalektalni oblici tica (< ptica), šenica (< pšenica), Merika (< Amerika), ći (< kći), vako (< ovako), nako (< onako), Tonio (< Antonio), bar dan (< dobar dan).